# Osseo (Minnesota)
Pour les articles homonymes, voir Osseo.
Osseo est une ville américaine située dans le comté de Hennepin, dans le Minnesota. Selon le recensement de 2010, sa population est de 2 430 habitants.

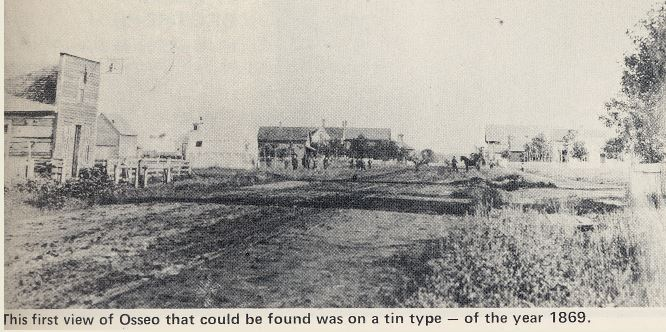
Osseo en 1869